# Monsampolo del Tronto
Pour les articles homonymes, voir Tronto (homonymie).
Monsampolo del Tronto est une commune italienne d'environ 4 500 habitants, située dans la province d'Ascoli Piceno, dans la région Marches, en Italie centrale.

## Administration
| Période                                  | Période  | Identité     | Étiquette | Qualité |
| ---------------------------------------- | -------- | ------------ | --------- | ------- |
| 14 juin 2004                             | En cours | Remo Schiavi |           |         |
| Les données manquantes sont à compléter. |          |              |           |         |

### Hameaux
Stella 

### Communes limitrophes
Acquaviva Picena, Castorano, Controguerra, Monteprandone, Offida, Spinetoli